# Thomas Rudy
Thomas Rudy, pseudonimo di Vito Gagliardi (Turi, 5 aprile 1941 – Roma, 15 settembre 2021), è stato un attore italiano.

## Filmografia
- Django il bastardo, regia di Sergio Garrone (1969)
- Indio Black, sai che ti dico: sei un gran figlio di..., regia di Gianfranco Parolini (1970)
- Necropolis, regia di Franco Brocani (1970)
- Lo chiamavano Trinità..., regia di E.B. Clucher (1970)
- Bastardo, vamos a matar, regia di Gino Mangini (1971)
- Il suo nome è qualcuno, regia di Larry G. Spangler (1971)
- Blindman, regia di Ferdinando Baldi (1971)
- Uomo avvisato mezzo ammazzato... parola di Spirito Santo, regia di Giuliano Carnimeo (1972)
- Furto di sera bel colpo si spera, regia di Mariano Laurenti (1973)
- Scusi, si potrebbe evitare il servizio militare?... No!, regia di Luigi Petrini  (1974)
- Poliziotti violenti, regia di Michele Massimo Tarantini (1976)
- C'è una spia nel mio letto, regia di Luigi Petrini (1976)
- Carioca tigre, regia di Giuliano Carnimeo (1976)
- Casa privata per le SS, regia di Bruno Mattei (1977)
- Taxi Girl, regia di Michele Massimo Tarantini (1977)
- La malavita attacca... la polizia risponde!, regia di Mario Caiano (1977)
- La poliziotta della squadra del buon costume, regia di Michele Massimo Tarantini (1979)
- Porno erotico western, regia di Angelo Pannacciò (1979)
- Una moglie, due amici, quattro amanti, regia di Michele Massimo Tarantini (1980)
- La dottoressa ci sta col colonnello, regia di Michele Massimo Tarantini (1980)
- La moglie in bianco... l'amante al pepe, regia di Michele Massimo Tarantini (1981)
- La dottoressa preferisce i marinai, regia di Michele Massimo Tarantini (1981)